# 카가 리리카
카가 리리카(일본어: 華雅 りりか かが りりか[*], 8월 1일 - )는 다카라즈카 가극단 하나구미 소속 여역이다.
도쿄도 세타가야구, 코우란여학교 출신이다. 키 163cm, 애칭은 "리리카", "리리코"이다.

## 약력
2006년, 다카라즈카 음악학교에 입학하였다.
2008년, 다카라즈카 가극단 94기생으로 입단. 입단 당시 성적은 20등. 츠키구미 공연 「ME AND MY GIRL」로 초무대. 그 후, 호시구미에 배속되었다.
2010년, 「마천루 광시곡」으로, 오토하 미노리와 더블캐스트로 바우홀 첫 히로인을 맡았다.
2012년 4월 1일자로 하나구미로 조이동하였다.
2014년, 란쥬 토무 퇴단공연 「라스트 타이쿤」으로 신인공연 첫 히로인을 맡았다.
2023년 3월 19일, 「덧없는 사랑／ENCHANTEMENT」 도쿄 공연 천추락을 기해, 다카라즈카 가극단을 퇴단할 예정이다.

## 출연 이벤트
- 2010년 5월, 涼紫央 디너쇼 『Profile-프로필-』
- 2011년 11월, 제 51회 『다카라즈카 무용회』
- 2011년 12월, 다카라즈카 스페셜 2011『내일에 거는 꿈』
- 2012년 12월, 다카라즈카 스페셜 2012『더 스타즈!〜프레 프레 센테니얼〜』
- 2013년 6 - 7월, 『다카라즈카 파리제 2013-La Chanson de Paris 99-』
- 2013년 11월, 아스미 리오 디너쇼 『ASUMIC ADVANCE』
- 2014년 12월, 다카라즈카 스페셜 2014『Thank you for 100 years』
- 2016년 2월, 제 7회 『매그놀리아 콘서트 드 다카라즈카』
- 2016년 4월, 『ME AND MY GIRL』 전야제
- 2016년 12월, 다카라즈카 스페셜 2016『Music Succession to Next』
- 2017년 12월, 다카라즈카 스페셜 2017『쥬템므 레뷰 -몽 파리 탄생 90주년-』
- 2018년 12월, 다카라즈카 스페셜 2018『Say! Hey! Show Up!!』
- 2019년 12월, 다카라즈카 스페셜 2019『Beautiful Harmony』